# Liquid Tension Experiment 3
Liquid Tension Experiment 3 è il terzo album in studio del supergruppo statunitense Liquid Tension Experiment, pubblicato il 16 aprile 2021 dalla Inside Out Music.

## Registrazione
L'album è stato registrato nell'agosto 2020 nello studio dei Dream Theater. Portnoy ha inoltre dichiarato che paradossalmente la pandemia di COVID-19 ha permesso loro di avere del tempo per riunirsi in studio non avendo impegni con i propri progetti principali, attenendosi alle norme anti-COVID-19 dopo aver effettuato il test molecolare e un periodo di quarantena preventiva prima delle sessioni dell'album.

## Promozione
Il 14 dicembre 2020 i singoli membri del gruppo hanno pubblicato sui propri profili social foto di loro stessi che indossano delle mascherine chirurgiche con la scritta "LTE 3" alludendo quindi ad un possibile terzo album dei Liquid Tension Experiment. Successivamente Il 17 dicembre 2020, il gruppo annunciò ufficialmente il titolo dell'album che sarebbe stato pubblicato dalla Inside Out il 26 marzo 2021. Tuttavia, la data di pubblicazione fissata è stata in seguito posticipata al 16 aprile 2021 a seguito di un errore di stampa.

## Tracce
Musiche dei Liquid Tension Experiment, eccetto dove indicato.
CD 1 – LTE3
1. Hypersonic – 8:22
2. Beating the Odds – 6:09
3. Liquid Evolution – 3:23
4. The Passage of Time – 7:32
5. Chris & Kevin's Amazing Odyssey – 5:04
6. Rhapsody in Blue – 13:16 (musica: George Gershwin) – originariamente interpretata da George Gershwin
7. Shades of Hope – 4:42
8. Key to the Imagination – 13:14

CD 2 – A Night at the Improv
1. Blink of an Eye – 10:28
2. Solid Resolution Theory – 10:02
3. View from the Mountaintop – 5:24
4. Your Beard Is Good – 14:31
5. Ya Mon – 15:24

BD
1. 5.1 Mix with Visualizer
2. LTE3 - The Interviews

## Formazione
Gruppo
- Tony Levin – Chapman Stick, basso
- John Petrucci – chitarra
- Mike Portnoy – batteria
- Jordan Rudess – tastiera

Produzione
- Liquid Tension Experiment – produzione
- James "Jimmy T" Meslin – registrazione
- Rich Mouser – missaggio, mastering

## Classifiche
| Classifica (2021)          | Posizione massima |
| -------------------------- | ----------------- |
| Austria                    | 10                |
| Belgio (Fiandre)           | 82                |
| Belgio (Vallonia)          | 53                |
| Finlandia                  | 5                 |
| Francia                    | 82                |
| Germania                   | 7                 |
| Giappone                   | 9                 |
| Italia                     | 21                |
| Paesi Bassi                | 15                |
| Portogallo                 | 30                |
| Regno Unito                | 88                |
| Regno Unito (rock & metal) | 5                 |
| Spagna                     | 25                |
| Stati Uniti                | 109               |
| Svizzera                   | 8                 |